# ブロークンビーツ
ブロークンビーツ／ブロークンビート（broken beat）またはbrukは、1990年代中期から後期にかけてロンドン西部で生まれたエレクトロニック・ミュージックのジャンル。通常4分の4拍子でシンコペーションを大いに活用したリズムに特徴づけられる。
この分野の先駆者たちは、ドラムンベース、ハウス、ヒップホップ、テクノ、アシッドジャズなど、さまざまな音楽的背景をもつ。本ジャンルは1970年代のフュージョンにもルーツがあり、ロニー・リストン・スミス、マイゼル兄弟（ドナルド・バード、ボビー・ハンフリー、ジョニー・ハモンドの1970年代中期のプロデューサー）、ハービー・ハンコック、ジョージ・デュークといったアーティストの影響を受けている。また、ディスコ、1980年代のR&B、ファンク（シャラマー、プリンス）、初期のエレクトロニカ（クラフトワーク）、ヒップホップ（「プラネット・ロック」）、1980年代のニュー・ウェイヴ（デペッシュ・モード、ニュー・オーダー）、ハウス、テクノの影響を聴いてとれることもある。

## 呼称について
「ブロークンビーツ」の語は、それがジャンルとして確立する前、発展中のシンコペーション・スタイルを類型化する手段としてフィル・アッシャーが用いはじめた。
"bruk" とも呼ばれるが、この語にはジャマイカン・パトワで英語の "broke/broken" の意味がある。
出現場所から「ウェストロンドン」（West London）、あるいは日本では「西ロン（系）」とも呼ばれることもある。シーンで中心的な役割を果たすことになるレーベル／ディストリビューターのゴヤ・ミュージック（Goya Music）のオフィスや参加アーティストのスタジオの多くが、ポストコードW11（英語版）の西ロンドンエリア内、ラドブローク・グローブ（英語版）に位置していたことがその主な理由である。

## 来歴
ブロークンビーツは、1990年代中期から後期にかけてロンドン西部で生まれた。
IGカルチャーとアフロノート（バグズ・イン・ジ・アティックやネオン・フュージョンの一員）の2人は、多様な名義で多数の作品を発表してシーンに弾みをつけたことで、またIGカルチャーのプロジェクトでありピープル（People）レーベルから発表されたニュー・セクター・ムーヴメンツの作品はシーンを始動させたことで、それぞれ高い評価を得ている。そのサウンドは、ファンク、ソウル、ヒップホップなどさまざまな音楽スタイルを融合するものであった。ディーゴなど、4ヒーローのリインフォースト（Reinforced）レーベルから作品発表を開始したアーティストの多くは、より抽象的な形のドラムンベースを経て、今日ブロークンビーツの先駆者とみなされる人物となった。また、カール・クレイグやステイシー・プレンといったテクノ・アーティストも、ジャズの要素やブレイクビーツを取り入れる試みを行なった。伝統的なデトロイト・テクノに根ざしており比較的ハードなこのスタイルは、「ブロークンテクノ」（broken techno）と呼ばれることもある。デトロイト・テクノやジャズとつながりのあるイギリスのテクノ・アーティストのアズ・ワンことカーク・ディジョージオやイアン・オブライエンは、これをピックアップし、よりソウルフルなバリエーションの形成を試みて、ジャンルの発展にさらなる影響を与えた。